# Miho Ogimoto
Miho Ogimoto je japonská baletka, která získala cenu Thálie za rok 2011 za roli Giselle v baletu Giselle ve Státní opeře Praha.
V Japonsku vystudovala Sakamoto Ballet Studio a poté v kanadské Royal Winnipeg Ballet School. Její první angažmá divadlo New National Theater Tokio (NNTT), kde působila v letech 1999–2001. Poté tančila v německém Theater Altenburg-Gera (2001–2004). V letech 2004–2009 působila jako sólistka Deutsche Oper am Rhein a sezóně 2009–2010 také jako sólistka v Aalto Ballett Theater Eseen.  
V sezóně 2010–2011 se stala sólistkou baletu Státní opery Praha. Od sezony 2012–2013 je členkou Baletu Národního divadla a od sezony 2013–2014 jeho první sólistkou. Od roku 2022 zde působí jako baletní mistr.